# Fantastic Boney M.
Fantastic Boney M. (англ. Фантастическая Boney M.) — сборный альбом группы Boney M., выпущенный студией Hansa Records в декабре 1984 года.

## Описание
Эта коллекция с подзаголовком «Die Grossen Erfolge» (нем. «Большой успех»), выпущенная вскоре после выхода диска «Kalimba de Luna – 16 Happy Songs», фокусируется на начальной стадии карьеры группы и их самых известных хитах, таких как «Daddy Cool», «Ma Baker» и «Rivers Of Babylon». Кроме того, она также включает в себя их последние на тот момент одиночные релизы: кавер-версии песен «Kalimba de Luna», «Somewhere In The World» из альбома «Ten Thousand Lightyears», одноимённого сингла «Jambo — Hakuna Matata (No Problems)» 1983 года, а также песен 1981 года «We Kill The World» и «Felicidad (Margherita)».

## Список песен
Сторона A:
1. «Rivers of Babylon» (Фрэнк Фариан, Рейам) — 3:59
2. «Daddy Cool» (Фрэнк Фариан, Рейам) — 3:25
3. «Sunny» (Бобби Хебб[англ.]) — 3:14
4. «Belfast» (Билсберри, Дойчер, Menke) — 2:25
5. «Rasputin» (Фрэнк Фариан, Джей, Рейам) — 3:40
6. «Mary's Boy Child» (Джестер Хейрстон[англ.], Фрэнк Фариан, Джей, Лорин) — 4:31
7. «El Lute[англ.]» (Фрэнк Фариан, Джей, Клинхаммер, Колоновиц) — 4:24
8. «Hooray! Hooray! It’s a Holi-Holiday» (Фрэнк Фариан, Джей) — 3:11
9. «Kalimba de Luna» (Аморусо, ДиФранко, Эспозито, Ликастро, Малавас) — 4:31
10. «Somewhere in the World» (Дэвис, Гроу, Кейлхауэр) — 3:01
11. «I’m Born Again» (Джей, Рулофс) — 3:57
12. «I See a Boat on the River» (Фрэнк Фариан, Джей, Рулофс) — 3:09
13. «Felicidad» (Конц, Массар) — 4:31
14. «We Kill the World» (Фрэнк Фариан, Сгарби) — 5:12
15. «Jambo — Hakuna Matata» (Бишоф, Харрисон) — 3:38
16. «Ma Baker» (Фрэнк Фариан, Джей, Рейам) — 3:44